# Dawson Creek
Dawson Creek – miasto (city) w zachodniej Kanadzie, w prowincji Kolumbia Brytyjska, położone nad strumieniem Dawson Creek, blisko granicy z prowincją Alberta. W 2011 roku liczyło 11 583 mieszkańców.
Miejscowość rozplanowana została w 1919 roku. W 1936 roku uzyskała status wsi (village), a w 1958 miasta (city). W 1931 roku otwarto tu stację końcową kolei Northern Alberta Railways, prowadzącej  z Edmonton. Rozwój miejscowości nastąpił po 1942 roku, kiedy to wybudowana została droga Alaska Highway, która połączyła Alaskę z kanadyjską siecią drogową – w Dawson Creek znajduje się jej punkt startowy. W latach 50. i 60. XX wieku w okolicach rozpoczęto eksploatację ropy naftowej i gazu ziemnego.
Lokalna gospodarka opiera się na rolnictwie oraz przemyśle drzewnym i naftowym. Istotną rolę odgrywa także turystyka, w okolicach szczególnie popularne są łowiectwo i wędkarstwo.
Nazwa miasta pochodzi od strumienia, nad którym się znajduje, który z kolei nazwany został nazwiskiem George'a Dawsona, kanadyjskiego geologa, który odwiedził te okolice w 1879 roku.